# Tabanus nigrescens
Tabanus nigrescens är en tvåvingeart som beskrevs av Palisot debeauvois 1809. Tabanus nigrescens ingår i släktet Tabanus och familjen bromsar. Inga underarter finns listade i Catalogue of Life.